# Фурсов Володимир Володимирович (старший)
Володимир Володимирович Фурсов (рос. Владимир Фурсов; нар. 8 квітня 1948, Астрахань — пом. 1984, Астрахань) — радянський футболіст. Півзахисник, грав у клубах «Волгар» (Астрахань), «Зоря» (Ворошиловград), «Карпати» (Львів), «Шахтар» (Кадіївка), «Мєдзь» (Легниця). Майстер спорту СРСР.